# Acer (botânica)
Acer (também conhecido em linguagem coloquial como ácer ou bordo, pronunciado como /bôrdo/) é um género botânico pertencente à família Aceraceae. O seu porte pode ser arbóreo (árvore) ou arbustivo (arbusto). Existem aproximadamente 128 espécies, na sua maioria nativas da Ásia, mas algumas também ocorrem na Europa, África Setentrional e América do Norte.
As diferentes espécies de bordo ou são classificadas numa família própria, a Aceraceae, ou (juntamente com a Hippocastanaceae) incluídas na família Sapindaceae. Classificações modernas, incluindo a classificação do Grupo de Filogenia de Angiospermas, favorecem a inclusão em Sapindaceae.
A palavra ácer deriva de uma palavra latina que significa "agudo" (referindo-se às pontas características das folhas) e foi empregada pela primeira vez para o género pelo botânico francês Joseph Pitton de Tournefort em 1700.
Da seiva da árvore é produzido o xarope de bordo ou xarope de ácer, consumido principalmente com torradas, panquecas e rabanadas.

## Morfologia
Os bordos, em sua maioria, são árvores que atingem de 12 a 15 metros de altura e são caducifólias.
Notórias pelas folhas palmiformes (espalmadas), comumente com três pínulas, embora existam espécies com cinco, sete ou ainda nove.
As suas flores são verdes, amarelas, cor de laranja ou vermelhas. Devido à sua floração ocorrer logo no início da primavera, alguns bordos se tornam uma importante fonte de pólen e néctar para as abelhas nesse período. Embora cada flor sua seja pequena, o efeito de uma árvore inteira florida pode ser espantoso em algumas espécies.

## Usos pelo homem
Além do xarope, também a madeira é amplamente utilizada, a qual no Brasil é em geral mais conhecida por seu nome em inglês, maple. A madeira do bordo é uma das mais utilizadas no fabrico de instrumentos musicais, principalmente de baterias, braços de guitarras e baixos eléctricos. A sua abundância, timbre cristalino e definido e dureza tornam-na ideal para tal. Seu uso também é muito comum nas melhores pranchas (ou shapes) de skate.

## Simbolismo
A bandeira do Canadá apresenta uma folha vermelha de bordo estilizada, a qual é um proeminente símbolo nacional. A folha de bordo também é o símbolo do jogo online MapleStory da Wizet e Nexon. A folha de bordo está ligada aos Colonos Vikings que partiram da Noruega e chegaram na Europa Insular Subártica.

## Galeria

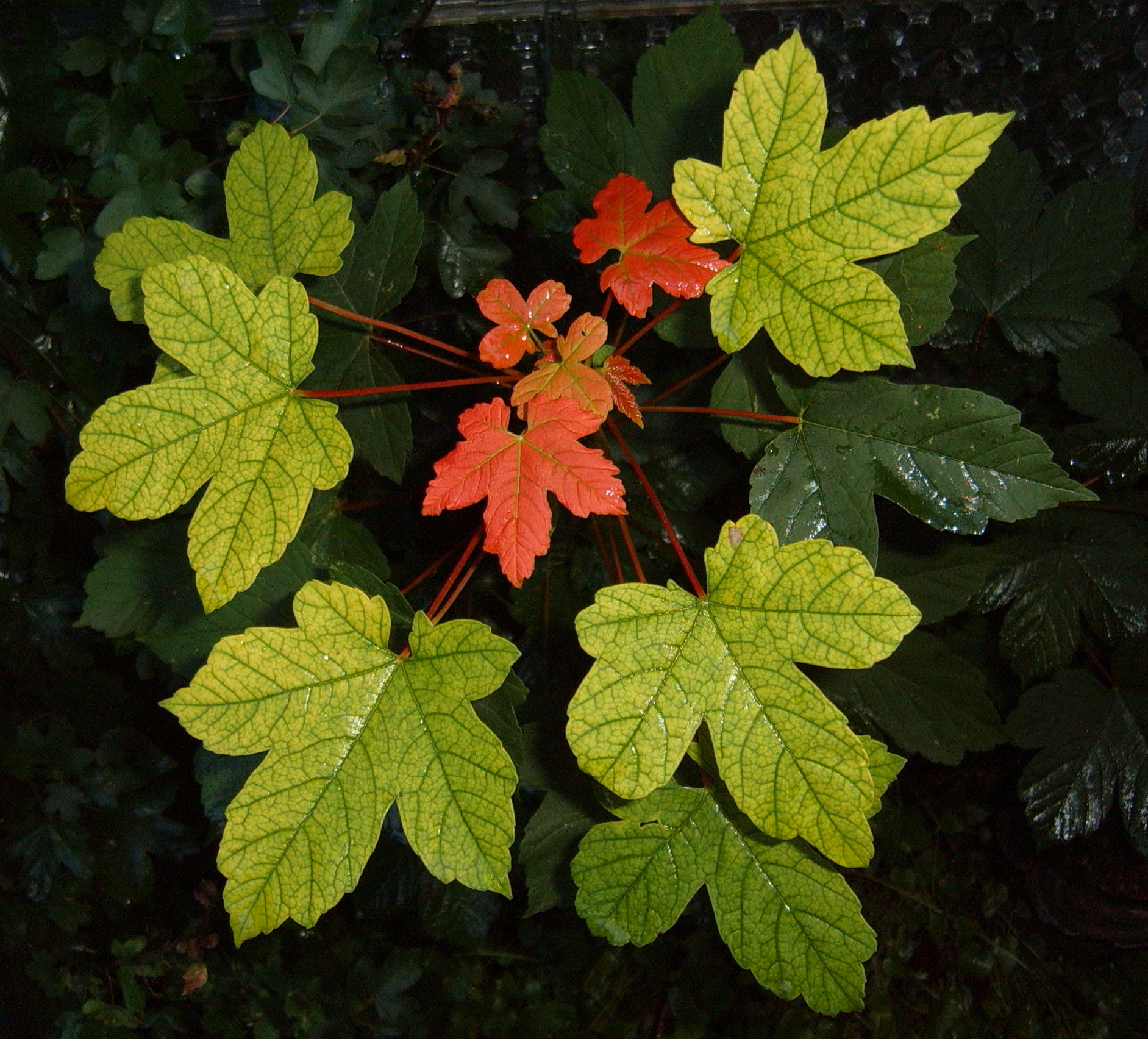
Folhas de bordo.
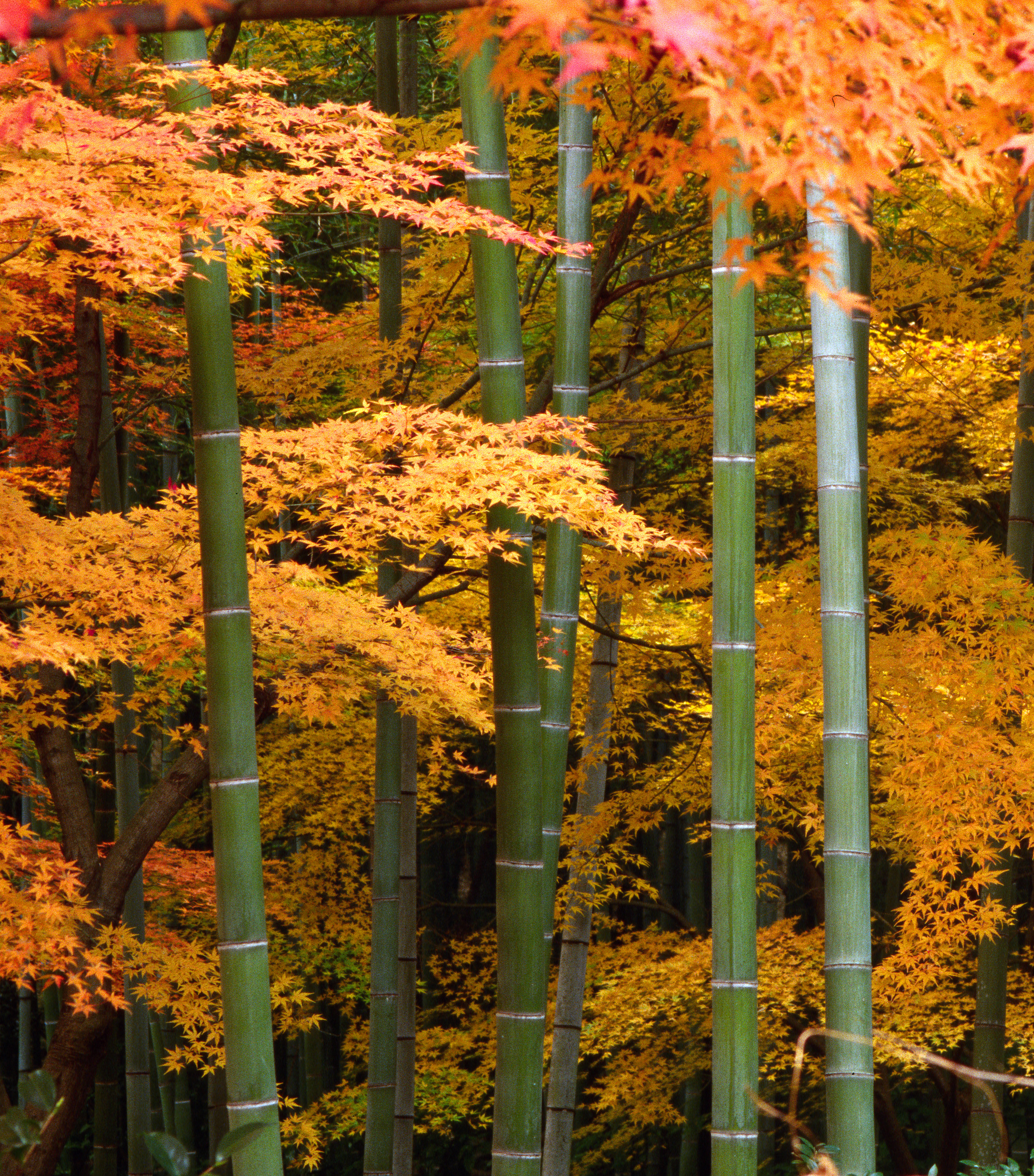
Bordos e bambus no Japão.
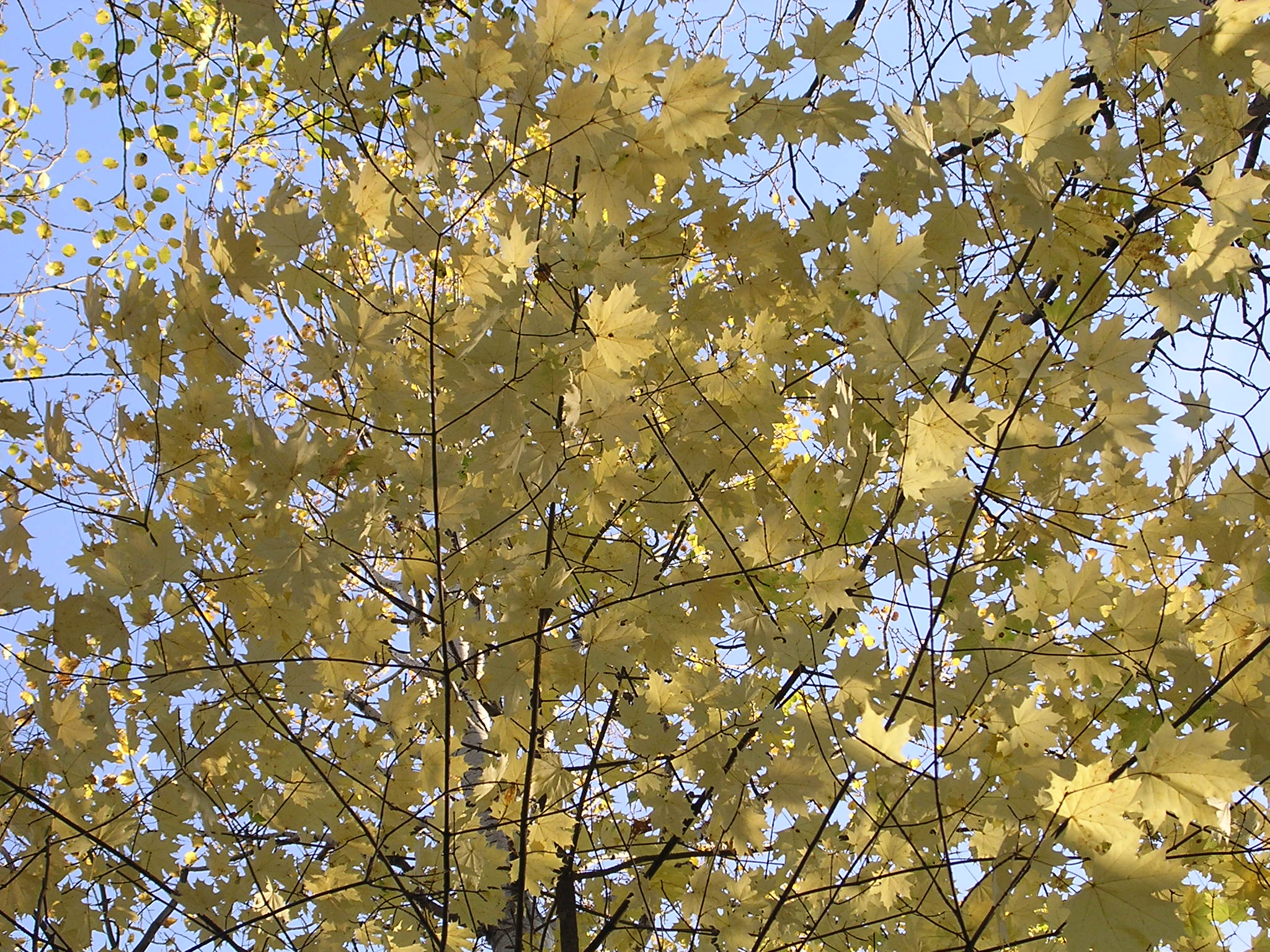
Folhas de bordo.
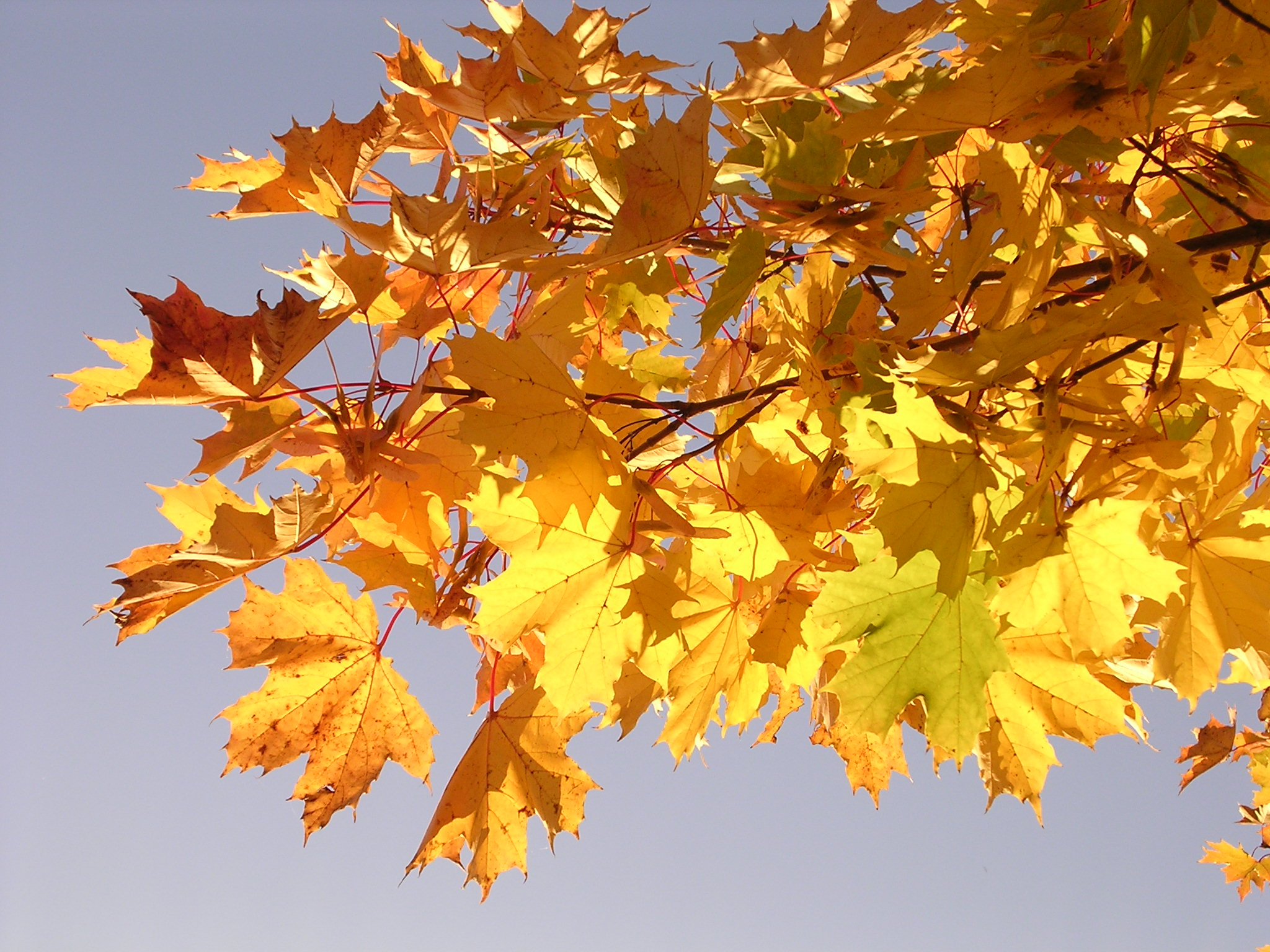
Folhas de bordo.
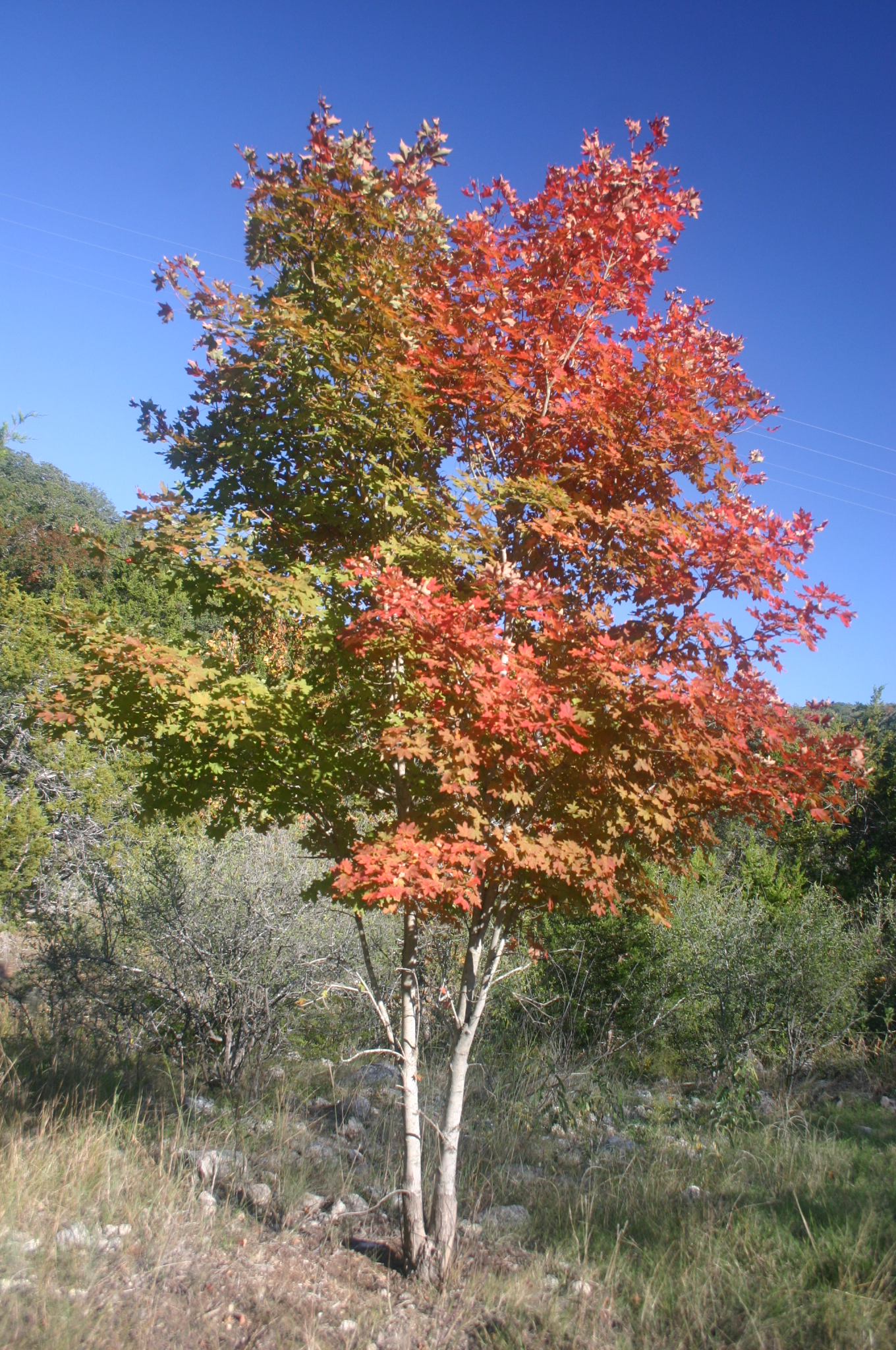
Bordo bicolor.
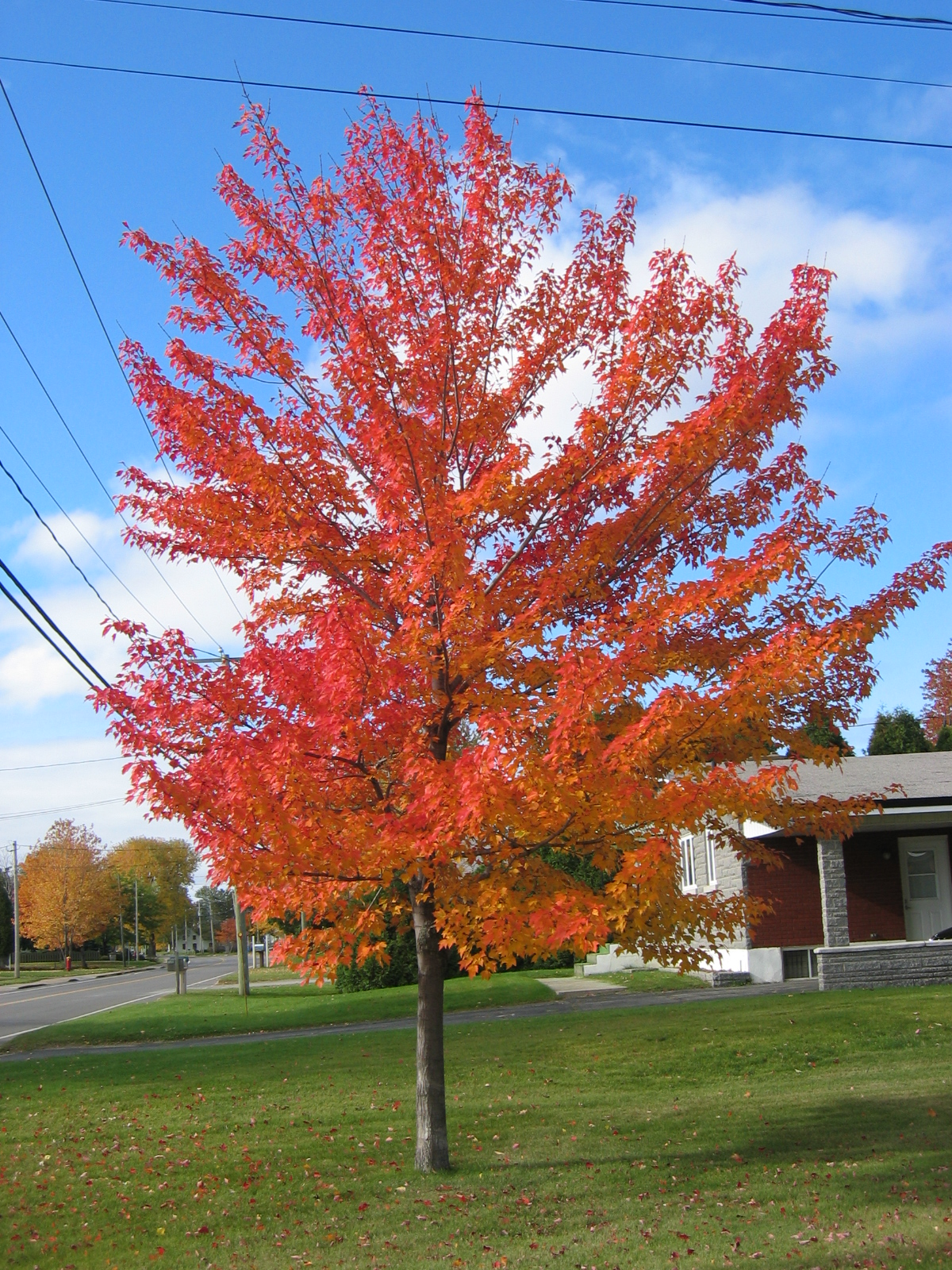
Bordo canadense.
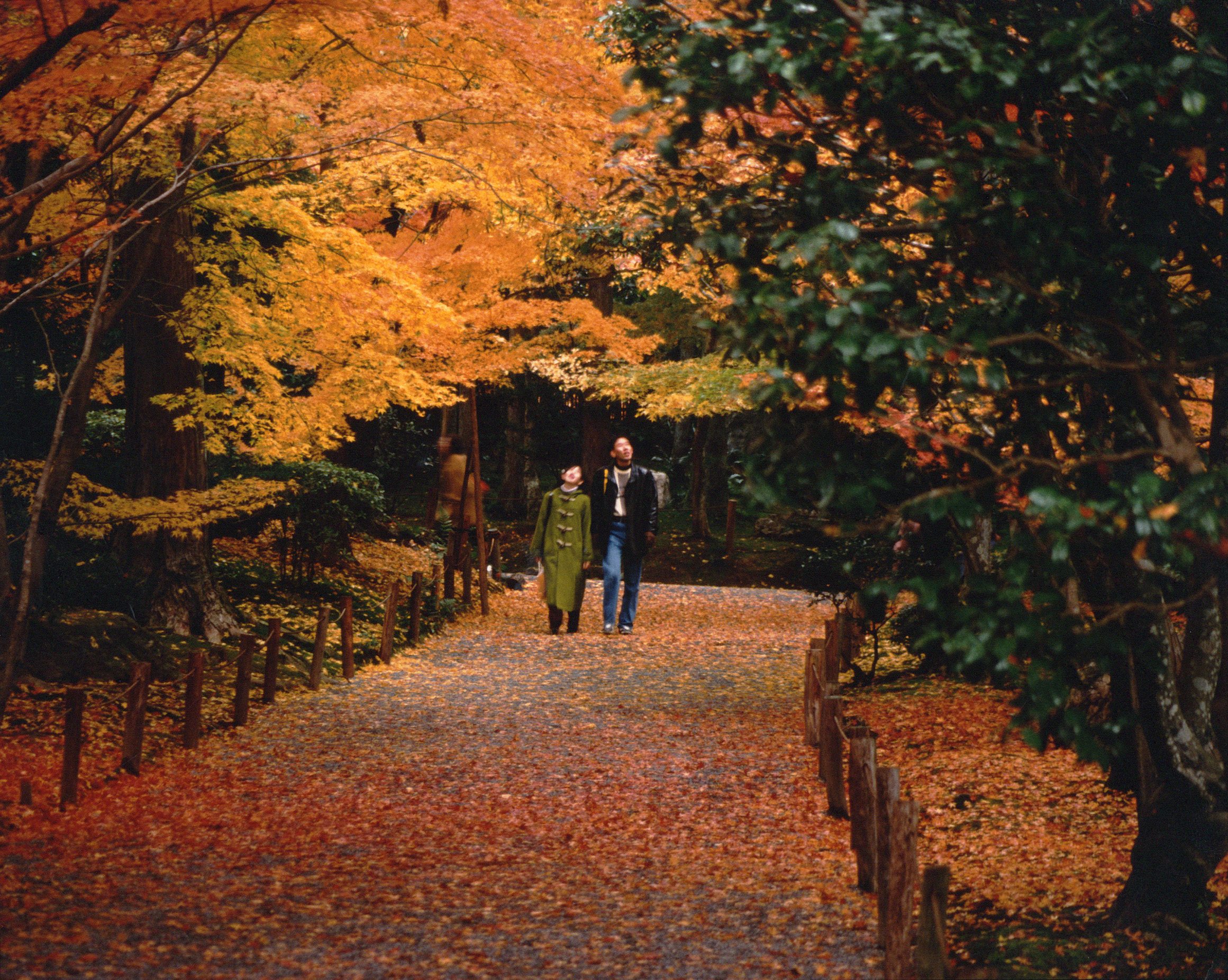
Caminhando entre bordos no Japão.
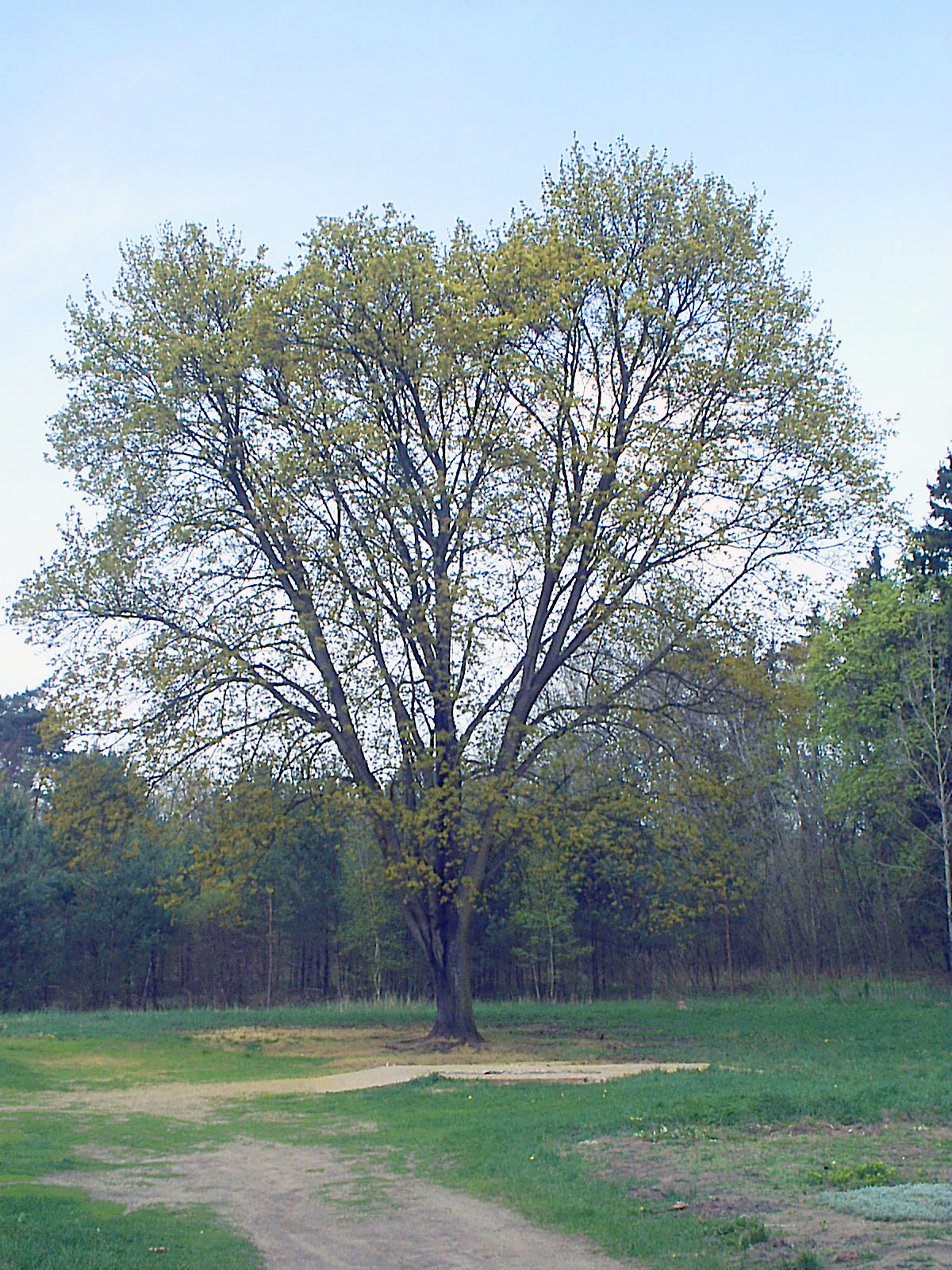
Bordo na Polónia.

## Espécies
Plátano-bastardo (Acer pseudoplatanus): O plátano-bastardo é a árvore nacional do Canadá, também conhecido como maple tree em inglês, ou érable em francês. Apesar do nome plátano esta planta é na verdade um bordo (ácer).

## Classificação do gênero
| Sistema | Classificação                    | Referência               |
| ------- | -------------------------------- | ------------------------ |
| Linné   | Classe Polygamia, ordem Monoecia | Species plantarum (1753) |